# Bromheadia
Genre
Classification phylogénétique
Bromheadia est un genre de la famille des Orchidaceae.

## Galerie

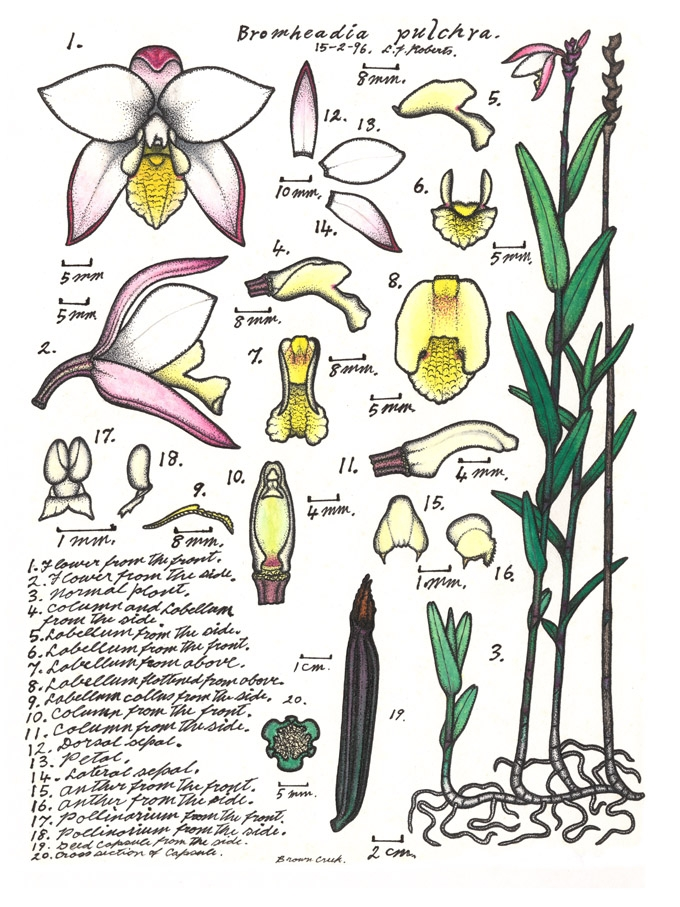
Bromheadia pulchra, planche descriptive de Lewis Roberts, "Orchids of far north-eastern Queensland" (1995-2003)

## Répartition
Asie et îles du Pacifique.

## Liste partielle d'espèces
- Bromheadia aporoides
- Bromheadia brevifolia
- Bromheadia crassiflora
- Bromheadia divaricata
- Bromheadia finlaysoniana
- Bromheadia palustris
- Bromheadia pulchra
- Bromheadia rigida
- Bromheadia scirpoidea
- Bromheadia truncata